# Platylygus luridus
Platylygus luridus är en insektsart som först beskrevs av Reuter 1909.  Platylygus luridus ingår i släktet Platylygus och familjen ängsskinnbaggar. Inga underarter finns listade i Catalogue of Life.